# Strobilanthes isophylla
Strobilanthes isophylla là một loài thực vật có hoa trong họ Ô rô. Loài này được (Nees) T. Anderson miêu tả khoa học đầu tiên.